# 695 Bella
695 Bella
695 Bella là một tiểu hành tinh ở vành đai chính, thuộc nhóm tiểu hành tinh Maria. Nó được Joel Hastings Metcalf phát hiện ngày 7.11.1909 ở Taunton, Massachusetts. Không biết rõ nguồn gốc tên của nó